# Eutane alba
Eutane alba là một loài bướm đêm thuộc phân họ Arctiinae, họ Erebidae.